# 棕顶树莺
棕顶树莺（学名：Cettia brunnifrons）为鶲科树莺属的鸟类。该物种分布在南亚地区，其模式产地在尼泊尔。

## 亚种
- 棕顶树莺指名亚种（学名：Cettia brunnifrons brunnifrons）。在中国大陆，分布于西藏、甘肃、四川、云南等地。该物种的模式产地在尼泊尔。[2]
- 棕顶树莺云南亚种（学名：Cettia brunnifrons umbraticus）。在中国大陆，分布于西藏、甘肃、四川、云南等地。该物种的模式产地在云南。[3]